# Mario Vallotto
Mario Vallotto (né le 18 novembre 1933 à Mirano et mort le 22 avril 1966 à Padoue) est un coureur cycliste italien. Lors des Jeux olympiques de 1960 à Rome, il a remporté la médaille d'or de la poursuite par équipes avec Luigi Arienti, Franco Testa et Marino Vigna.

## Palmarès sur piste

### Jeux olympiques
- Rome 1960
  -  Champion olympique de poursuite par équipes (avec Luigi Arienti, Franco Testa et Marino Vigna)

### Championnats du monde
- Amsterdam 1959
  -  Médaillé d'argent de la poursuite individuelle amateurs

### Jeux méditerranéens
- Beyrouth 1959
  -  Médaillé d'or de la poursuite individuelle

### Championnats nationaux
- 1959
  -  Champion d'Italie du kilomètre
  -  Champion d'Italie de poursuite par équipes

## Palmarès sur route
- 1957
  - Circuito di Sant'Urbano
- 1958
  - Grand Prix de l'industrie et du commerce de San Vendemiano